# 9.11:アメリカを襲ったあの日の出来事
『9.11:アメリカを襲ったあの日の出来事』（9/11: One Day in America）は、ダニエル・ボガード監督、キャロライン・マースデン製作によるアメリカ合衆国のドキュメンタリー・テレビミニシリーズである。アメリカ同時多発テロ事件を記録映像、目撃者、生存者を通して追っている。全6回構成であり、ナショナル ジオグラフィックで初放送された。

## 内容
番組ではアーカイヴ映像、目撃者、生存者、そしてこれまで未公開だった新規映像を通してテロ事件が追われている。

## エピソード
| 通算 話数 | タイトル                                     | 放送日        | U.S.視聴者数 (百万人) |
| --------- | -------------------------------------------- | ------------- | --------------------- |
| 1         | "ファースト・レスポンス" "First Response"    | 2021年8月29日 | 0.79                  |
| 2         | "世界貿易センタービル" "The South Tower"     | 2021年8月30日 | 0.68                  |
| 3         | "崩壊" "Collapse"                            | 2021年8月30日 | 0.82                  |
| 4         | "スカイライン" "The Cloud"                   | 2021年8月31日 | 0.50                  |
| 5         | "今すぐ助けに" "I'm Coming For You, Brother" | 2021年8月31日 | 0.50                  |
| 6         | "跡形もなく" "It's All Gone, Kid"            | 2021年9月1日  | 0.57                  |

## 製作
2020年5月、ナショナル ジオグラフィックがアメリカ同時多発テロ事件を題材とした全6回のドキュメンタリー・リミテッドシリーズを発注し、ダニエル・リンジー、T・J・マーティン、デヴィッド・グローヴァーが製作総指揮を務めることが発表された。シリーズに関わる製作会社には72フィルムズと9/11メモリアル・ミュージアムが含まれる。

## 公開
ワールド・プレミアは2021年6月11日にトライベッカ映画祭で行われた。2021年6月13日にシェフフィールド・ドク/フェスで上映された。さらに2021年6月24日にAFIドクスでも上映された。

## 評価

### 批評家の反応
『ウォール・ストリート・ジャーナル』のジョン・アンダーソンはこのシリーズを「力作」と評し、「このシリーズは意図的に、丹念に、そして魅惑的に進行しており、そのため2番目の飛行機によるサウス・タワー突入は長尺オープニングの途中まで発生しない」と述べた。『ニュー・ステイツマン』のデヴィッド・セクストンは「いくら同時多発テロの映像を見たり、それについて読んだりしたことがあっても、この作品はかつてないほどその日を耐え忍び、より直接的、詳細に体験させる」と評した。『Salon』のメラニー・マクファーラドは「被写体がカメラに向かって直接語ることで映画製作者は生存者と視聴者の間に親密さを作り出し、彼らと共に、彼らのために、あの悪夢を目撃し、追体験しやすくしている」と評した。

### 視聴率
| No. | タイトル                 | 放送日        | レイティング (18–49) | 視聴者数 (百万人) |
| --- | ------------------------ | ------------- | -------------------- | ----------------- |
| 1   | "ファースト・レスポンス" | 2021年8月29日 | 0.2                  | 0.79              |
| 2   | "世界貿易センタービル"   | 2021年8月30日 | 0.2                  | 0.68              |
| 3   | "崩壊"                   | 2021年8月30日 | 0.2                  | 0.82              |
| 4   | "スカイライン"           | 2021年8月31日 | 0.1                  | 0.50              |
| 5   | "今すぐ助けに"           | 2021年8月31日 | 0.1                  | 0.50              |
| 6   | "跡形もなく"             | 2021年9月1日  | 0.1                  | 0.57              |

### 受賞
『9.11:アメリカを襲ったあの日の出来事』は第43回ニュース&ドキュメンタリー・エミー賞で歴史ドキュメンタリー賞を受賞した。